# Konrad Bukowiecki
Konrad Bukowiecki, född 17 april 1997, är en polsk kulstötare med meriter på hög internationell nivå. Han har representerat Polen i olympiska spelen och har vunnit medaljer vid EM och VM.

## Karriär
Konrad Bukowiecki är en framstående kulstötare som satte världsrekord för juniorer under 20 år och som fortsatt att prestera på en hög nivå i seniorklassen. Han tog sig till final vid OS i Rio de Janeiro 2016 och deltog vid OS i Tokyo 2020 (i praktiken 2021), dock utan att kvalificera sig för finalen.
Bukowiecki vann guld vid Universiaden 2017. Resultatmässigt har Bukowiecki passerat den prestigefyllda 22-metersgränsen, vilket markerar honom som en av de främsta kulstötarna i världen.

## Offentlig tillrättavisning
Konrad Bukowiecki fick 2017 en offentlig tillrättavisning av internationella friidrottsförbundet för att vid tävlingar året innan ha haft det förbjudna ämnet higenamin i kroppen. Efter utredning ansågs ämnet ha tagits av misstag.

## Personligt liv
Under våren 2024 berättade Bukowiecki att han planerade att gifta sig med elitlöparen Natalia Kaczmarek efter OS i Paris samma år.